# Реквием по завоевателю
«Реквием по завоевателю» (англ. Requiem for the Conqueror) — роман в жанре космооперы, первая книга из цикла «Грозные границы», созданного американским писателем Майклом Гиром.

## Аннотация
Действие романа происходит в далёком будущем, человечество вырвалось за пределы своей планеты и начало активно осваивать свободный космос. Прежние хозяева космоса (Другие), не желая провоцировать конфликт, воздвигли Запретные границы вокруг освоенной человечеством части космоса и запечатали выход, оставив на одной из планет свои «глаза и руки» — машину Мэг Комм. Задача Мэг Комм состояла в обучении человечества разумному и цивилизованному поведению, но жрецы Седди обнаружили машину и начали использовать её в своих целях. Другие попытались отключить Мэг Комм и потеряли связь с машиной. Прошли годы, свободный космос изменился, Другие отказались от воздействия на человеческую расу. Человечество освоило свободный космос и расселилось по вселенной, создав содружество независимых планет—государств. Командир звёздных наёмников Стаффа кар Терма преследует цель объединить планеты в империю под своей железной рукой и бросить вызов неприступным Запретным границам, но на его пути встаёт орден Седди, поклоняющийся Мэг Комм и ведомый ею. Жрецы избирают своим орудием в этой борьбе студента Синклера Фиста, вознеся его на вершины власти.

## Главные герои
- Стаффа кар Терма (Он же Звёздный Мясник) — несгибаемый командир звёздных наёмников, в детском возрасте был найден на космическом корабле и воспитан Претором планеты Миклена.

- Синклер Фист — сирота, воспитанный в государственном приюте на планете Рига, родители были осуждены и казнены по приговору в покушении на императора.
- Скайла Лайма — лейтенант звёздных наёмников, правая рука Стаффы кар Термы, в дальнейшем его любовница.
- Арта Фера — жрица Седди, девушка ассасин, выращенная и воспитанная с целью убить Звёздного Мясника.